# Lucyna Messal

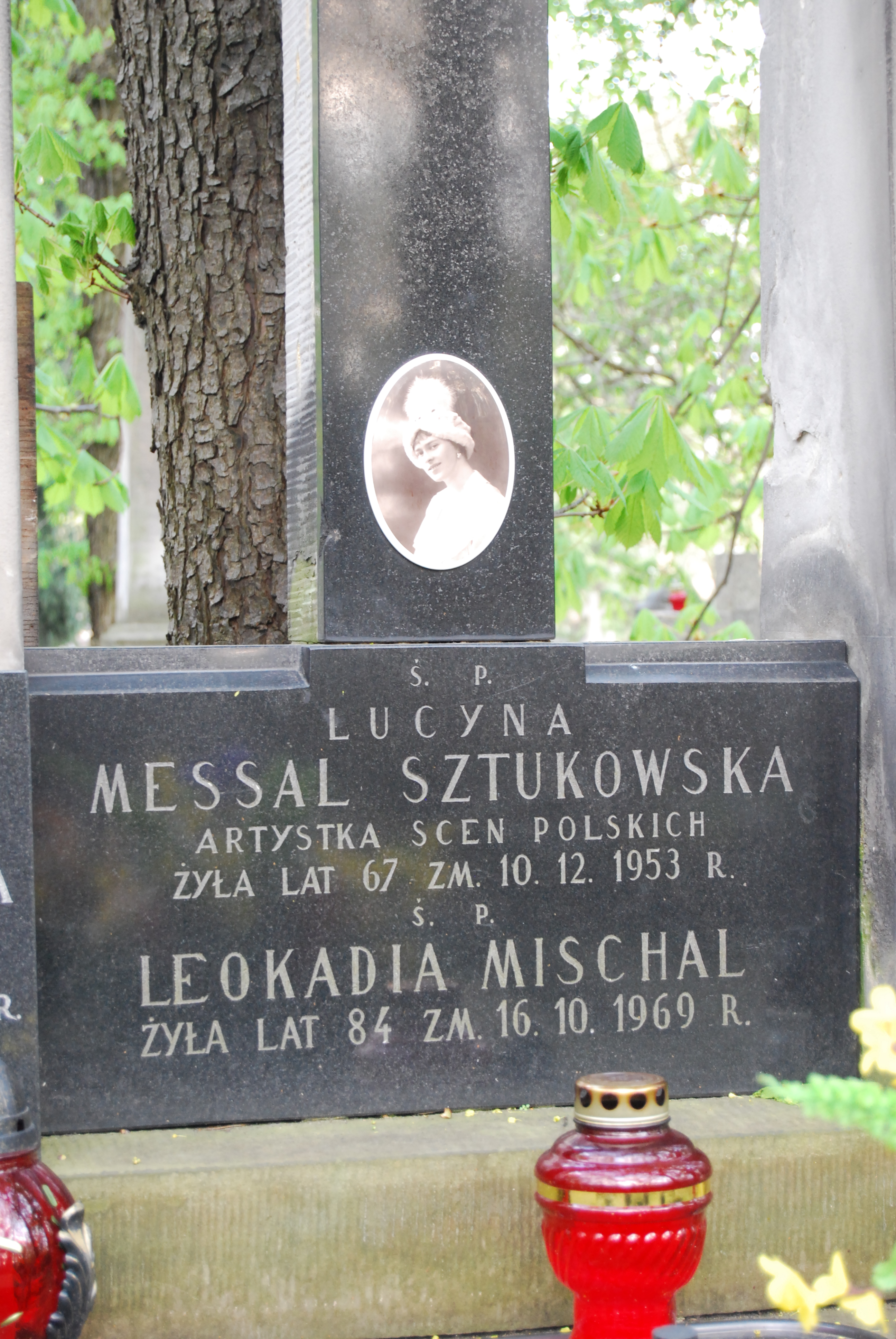
Grób Lucyny Messal na cmentarzu Powązkowskim

Lucyna Messal, właśc. Lucyna Mischal-Sztukowska, Messalka (ur. 16 października 1886 w Warszawie, zm. 10 grudnia 1953 tamże) – polska aktorka, śpiewaczka (sopran) i tancerka operetkowa, primadonna Operetki Warszawskiej.

## Życiorys
Urodziła się w rodzinie majstra stolarskiego. Od 1901 pobierała lekcje śpiewu u Jana Reszkego i Stanisława Boguckiego, a także lekcje gry aktorskiej u Honoraty Leszczyńskiej. Zadebiutowała 14 stycznia 1904 w warszawskim Teatrze Nowości w roli Emilii w spektaklu Ach ta wiosna. Występ okazał się niepowodzeniem. Messal na pięć lat wycofała się z występów i intensywnie uczyła się śpiewu. Jej kolejnymi nauczycielami byli Wołoszko, Aleksandrowicz, Rybaczkow.
Sukces przyniosła jej jednak dopiero rola Safii w Baronie cygańskim 24 marca 1909. Tego dnia okrzyknięto ją nową primadonną operetki Warszawskich Teatrów Rządowych, detronizując dotychczasową - Wiktorię Kawecką.
Również w 1909 roku zadebiutowała nagrywając płyty dla wytwórni Syrena Rekord.
28 października 1913 Lucyna Messal i Józef Redo w Teatrze Nowości wprowadzili i tańczyli jako pierwsi w Polsce tango, wykonując tango w operetce Targ na dziewczęta.
W czasie I wojny światowej występowała w Rosji, a po jej powrocie w 1918 roku warszawska publiczność przyjęła ją niezwykle manifestacyjnie. Ponownie stała się primadonną Teatru Nowości. Po 1922 występowała na scenach Warszawy, Lublina, Łodzi, Petersburga, Moskwy, Wiednia i Budapesztu.
Od 1926 roku śpiewała w Teatrze Messal i Niewiarowskiej, w sezonie 1927/1928 ponownie była aktorką w Teatrze Nowości. W 1928 roku występowała w teatrach: "Morskie Oko", Teatrze Małym we Lwowie oraz warszawskim teatrze "Znicz".
W roku 1929 otworzyła własny teatr muzyczny przy ulicy Marszałkowskiej 114 w Warszawie („Operetka Lucyny Messal”). W latach trzydziestych występowała w licznych teatrach rewiowych ("Wesoły Wieczór", "Hollywood", "Kameleon", "Praskie Oko", "8.15"). Od 1938 występowała w Teatrze Wielkim. 
W 1938 wystąpiła w epizodycznej roli pianistki Wandy w filmie Szczęśliwa trzynastka w reżyserii Mariana Czauskiego z muzyką Jerzego Petersburskiego.
W okresie okupacji niemieckiej otworzyła „Bar pod Messalką” na Krakowskim Przedmieściu 16/18 vis á vis kościoła Świętego Krzyża. Występowała także w kawiarni „U Elny Gistedt”, mieszczącej się w pałacu Branickich przy ul. Nowy Świat 18.
Artystka pod tym adresem miała również swoje mieszkanie, stąd współcześnie kamienica ta zwana jest zwyczajowo kamienicą Pod Messalką.
Po wojnie występowała w warszawskim Teatrze Nowym jako aktorka charakterystyczna. W listopadzie 1946 w sali „Romy” odbył się jubileusz 50-lecia jej pracy artystycznej.
Była legendą polskiej operetki, uwielbianą przez publiczność. Miała wspaniałe warunki sceniczne: urodę, figurę, talent i głos. W swoim repertuarze miała ponad 50 ról.
Została pochowana na cmentarzu Powązkowskim w Warszawie (kw. H-II-16/17).

## Filmografia
- 1938 – Szczęśliwa trzynastka jako Pianistka Wanda
- 1914 – Tańce i śpiewy jako tancerka
- 1913 – Tańce niedźwiedzie jako tancerka
- 1913 – One Step jako tancerka
- 1913 – Tango jako tancerka

## Spektakle teatralne (wybór)
- 1904 – Ach ta wiosna
- 1909 – Baron cygański jako Safi, Teatr Nowości (wznowienie 1913)
- 1909 – Piękność z Nowego Yorku, Teatr Nowości
- 1909 – Czar walca jako księżniczka, Teatr Nowości
- 1909 – Orfeusz w piekle jako Eurydyka, Teatr Nowości
- 1909 – Bohaterowie, Teatr Nowości (wznowienie 1913)
- 1909 – Ptasznik z Tyrolu jako listonoszka Gaga, Teatr Nowości
- 1909 – Piękna Helena jako Helena, Teatr Nowości
- 1909 – Rozwódka, Teatr Nowości
- 1910 – Manewry jesienne, Teatr Nowości
- 1910 – Hrabia Luxemburg, Teatr Nowości
- 1910 – Cygańska miłość, Teatr Nowości
- 1910 – Panna z lalką, Teatr Nowości
- 1911 – Cnotliwa Zuzanna, Teatr Nowości
- 1911 – Wesoła wdówka, Teatr Nowości
- 1912 – Romantyczna żona, Teatr Nowości
- 1912 – Wróg kobiet, Teatr Nowości
- 1912 – Czerwona dama, Teatr Nowości
- 1913 – Ewa, Teatr Nowości
- 1913 – Targ na dziewczęta, Teatr Nowości
- 1915 – Córka pani Angot, Teatr Nowości
- 1921 – Biały mazur, Teatr Nowości
- 1922 – Jej wysokość tancerka, Teatr Nowości
- 1923 – Bajadera, Teatr Nowości
- 1923 – Katia tancerka, Teatr Nowości
- 1924 – Frasquita, Teatr Nowości
- 1925 – Orłowa, Teatr Nowości
- 1925 – Wieszczka wód, Teatr Nowości
- 1927 – Noc Bacchusowa, Teatr Nowości
- 1927 – Paganini, jako księżna Lukki, Teatr Nowości
- 1927 – Królowa, Teatr Nowości
- 1928 – Piękność z Nowego Yorku, Teatr Nowości
- 1928 – Tego jeszcze nie było, "Morskie Oko"
- 1929 – Jasnowłosy Cygan, "Znicz"
- 1929 – Boska noc, "Teatr Lucy Messal"
- 1930 – Z Chłodnej na Nowy Świat, "Morskie Oko"
- 1932 – Walter pod Messalką, "Wesołe Oko"
- 1932 – Karnawał pod Messalką, "Wesoły Teatr"
- 1933 – Prosto z mostu, "Praskie Oko"
- 1933 – Klejnoty Pragi, "Praskie Oko"

## Dyskografia (wybór)
- 1909 – Bohaterowie. Ty, ty moje marzenie. Aria z tejże operetki (SGR 8510) Syrena Rekord
- 1909 – Mimi. Lustereczko. Duet z tejże operetki (SGR 8758) Syrena Rekord (duet z Wiktorią Kawecką)
- 1909 – Łóżeczko mieć. Aria Gondy z operetki Rozwódka (SGR 8762) Syrena Rekord
- 1910 – Rozwódka. Krok w krok. Duet z tej operetki (SGR 9076) Syrena Rekord (duet z Władysławem Szczawińskim)
- 1911 – Lekcyjka całowania. Duet z operetki Cnotliwa Zuzanna (SGR 10855) Syrena Rekord (duet z Józefem Sendeckim)
- 1911 – Opowiastka o cnocie. Aria z operetki Cnotliwa Zuzanna (SGR 10856) Syrena Rekord (duet z Władysławem Szczawińskim)
- 1911 – Lucyna Messal, sopran; Józef Sendecki, tenor artyści Teatrów Warszawskich śpiew z akompaniamentem Orkiestry opery Warszawskiej (SGR 10858–10862) Syrena Rekord (duety z Cnotliwej Zuzanny)
- 1912 – Jej adiutant. Duet z tejże operetki (SGR 12110) Syrena Rekord (duet z Józefem Redo)
- 1912 – Jej adiutant. Niezapominajki. Walc z tejże operetki (SGR 12112) Syrena Rekord
- 1912 – Romantyczna żona. (SGR 12157–12160) Syrena Rekord (Walce, duety i tria z tejże operetki (z Józefem Redo i Julianem Krzewińskim))
- 1912 – Wróg kobiet. Kto żadnej nie chce znać w ogóle. Aria z tejże operetki (SGR 12522) Syrena Rekord
- 1912 – Lucyna Messal, sopran, primadonna Operetki Warszawskiej (SGR 12593–12596) Syrena Rekord
- 1912 – Litość miej. Pożaliej. Romans. (SGR 12607) Syrena Rekord
- 1912 – Dzwoneczki. Kołokolcziki. Romans. (SGR 12704) Syrena Rekord
- 1912 – Żdu tiebia, pridi skoro. Romans. (SGR 12700) Syrena Rekord
- 1912 – Pojdiosz li ty? Romans. (SGR 12702) Syrena Rekord
- 1918 – Piękny sen. Nie spiesz się i nie zwalniaj. Duet. (SR 510) Syrena Rekord
- 1927 – Lucyna Messal, sopran, artystka Teatrów Warszawskich śpiew z towarzyszeniem orkiestry (SR 3215–3216) Syrena Rekord (Piosenki z rewii Tego jeszcze nie było)

## Upamiętnienie
W 2004 roku jednej z warszawskich ulic nadano nazwę Lucyny Messal.